# Барневелд (місто)
Ба́рневелд (нід. Barneveld) — місто в нідерландській провінції Гелдерланд, адміністративний центр однойменного муніципалітету.

## Історія
Барневелд відомий як церковне село від 1333 року. Уважається, що це поселення вже існувало в XII столітті, оскільки в тексті 1174 року згадується Вольфрам ван Барневелд.
Барневелд відомий історією про капітана-наїзника Яна ван Схаффелаара, який 16 липня 1482 року стрибнув з вежі, обложеної Гукеном. Від 1903 року на площі Торенплейн стоїть його статуя. Huize De Schaffelaar і прилеглий ліс Schaffelaar, на схід від села, названі на його честь. Від червня 2009 року Схаффелаартеатр (Schaffelaartheater) у Барневелді також носить ім'я Яна ван Схаффелаара.
Місце виконувало ринкову функцію в долині Гелдерзе, однак йому ніколи не було дано статусу міста. У XVII—XVIII століттях Барневелд був важливим вузлом мережі шляхів Гессенвеген.
Після Реформації жителі Барневелда, які стали протестантами, вигнали останнього католицького священника зі свого села, і він оселився в Ахтерфелді, що безпосередньо за кордоном з провінцією Утрехт, перетворивши це село на католицький анклав у протестантському регіоні (Амерсфорт і Велюве). З Ахтерфелда священник міг діставатися до своїх парафіян у Барневелді пішки.

### Друга світова війна
Барневелд розташовувався на лінії Греббе, тож cильно постраждав як на початку, так і наприкінці Другої світової війни. Під час німецької атаки в травні 1940 р. евакуйовано людність і свійські тварини. Більшість була змушена податися в Люнтерен.

## Економіка
У місті працює найбільший у світі виробник машин для сортування та пакування яєць — фірма «Moba». У місті розташован нідерландський музей птахівництва.